# Контрактна логістика
Контрактна або проектна логістика, також 3PL-логістика (від англ. third-party logistics) — це підхід у бізнесовій логістиці, який передбачає, замість самостійного виконання логістичних функцій, передачу цих функцій зовнішній організації, логістичному провайдеру.
Більшість компаній, які входять до списку Fortune 500, передають в управління сторонніх компаній одне або більше логістичних завдань. Логістичні провайдери в Україні також пропонують такі послуги вітчизняним компаніям.
Транспортна, складська логістика та митні послуги —  це процеси, що можна віддати на аутсорсинг. Аутсорсинг в перекладі з англійської означає «використання зовнішніх джерел». Термін «контрактна логістика» є синонімом логістичного аутсорсингу.
Підприємці відмовляються створювати власні відділи логістики, обираючи більш економну та ефективну контракту логістику. Контрактна логістика, що базується на інноваційних рішеннях, може стати сферою досягнення конкурентної переваги компанії та якості продукту на ринку.
Її сутність полягає у використанні спеціалізованих логістичних компаній для здійснення всіх або деяких логістичних функцій з розподілу продукту, включно з транспортуванням, зберіганням, обслуговуванням клієнтів і створенням інформаційних мереж. Компанія-партнер самостійно створює структуру логістичних каналів і ланцюгів постачання, здійснює доставку вантажів до кінцевого споживача, несе відповідальність згідно з умовами контракту щодо виконуваних функцій.
Контрактна логістика складається з цілого ряду складських послуг на перевантажувальних терміналах, що дозволяє обслуговувати широкий спектр проектів: складування, управління залишками підприємств, консалтинг, оформлення митної документації, дистрибуція країною, страхування вантажів.
Інтерес до контрактної логістики пояснюється зростанням вимог до матеріально-технічної бази складів. Компанія, що займається обслуговуванням власного складу, буде економити на інвестиціях в його розвиток, оскільки, крім складу, вона має багато інших витрат. Логістичний оператор, навпаки, заробляє на цьому, тому він обладнує склади для вирішення комплексних завдань. Так він розвиває власну інфраструктуру. Зараз склади потребують іншого обладнання та мають різні вимоги до системи WMS.
Логістичний аутсорсинг —  це окрема сфера бізнесу, що дозволяє підприємствам віддати керування ланцюгами постачання логістичному оператору. Керування системами у DHL, FedEx, UPS, TNT, що контролюють світові поштові перевезення, здійснюється за моделями аутсорсингу від 3PL до 5PL.
Забезпечити безпеку на складі підприємств допомагає технологія 3PL, —  надання цілого комплексу логістичних процедур. 3PL-оператори мають власні складські комплекси й експедиторську службу. Вони пропонують:
- Транспортування вантажів.
- Зберігання на складі й копакинг —  стікерування, комплектація наборів, створення дизайну стікерів за допомогою сучасного обладнання.
- Доставка товару до відділень перевізників, або прямо в руки клієнту (остання миля).
- Митно-брокерські послуги.

На ринку України близько 15 великих логістичних провайдерів. Щоб упорядкувати список українських компаній, що надають послуги з контрактної логістики, в 2019 році почалась розробка бази 3PL-операторів WareTeka.
Переваги аутсорсингу логістики: Автоматизація складських процесів без додаткового інвестування.
Налагодженість схем дистрибуції товарів.
Зниження витрат.
Ставлення до контрактної логістики змінюється з розвитком ринку, особливо під час періодичних криз, коли рівень продажів різко зменшується. Як наслідок, це стає причиною збільшення витрат на утримання складу. Договір з логістичним оператором регулює питання індексування цін щодо наданих послуг.